# Westwärts!
Westwärts! (Originaltitel: Westward Ho) ist ein US-amerikanischer Western aus dem Jahr 1935 von Robert N. Bradbury mit John Wayne in der Hauptrolle. Er ist der erste Film der Produktionsgesellschaft Republic Pictures.

## Handlung
Whit Ballard und seine Bande von Gesetzlosen stehlen eine Herde Vieh von der Viehtreiberfamilie Wyatt und ermorden die Eltern Mark und Hannah Wyatt. Anschließend nimmt Ballard den jungen Jim Wyatt mit, lässt aber Jims Bruder John zurück. Als Erwachsener organisiert John eine Bürgerwehr aus Cowboys, um die Männer zu finden, die seine Eltern getötet und seinen Bruder entführt haben. Diese werden für ihre Taten immer berüchtigter.
John nimmt einen Job bei dem Rancher Lafe Gordon an und fühlt sich zu dessen lebhafter Tochter Mary hingezogen. Jim, der den Nachnamen Allen verwendet und von John nicht erkannt wird, hat sich ebenfalls in die Familie eingeschlichen, aber sein Ziel ist es, Informationen für Ballard zu sammeln, die ihm beim Viehdiebstahl helfen sollen. John ist misstrauisch und bricht mitten in der Nacht auf. Er kehrt mit seinen Bürgerwehren rechtzeitig zurück, um den Plan der Gesetzlosen, die Familie auszurauben, zu vereiteln. In der Verwirrung des Konflikts erweckt Jim den Anschein, als hätte er den Vater gerettet, und bleibt als Ballards Vertrauter unerkannt. Als John einen der Gesetzlosen verhört, findet er heraus, dass Ballard der Mann ist, der für den Mord an seinen Eltern verantwortlich ist. Er lässt den Gesetzlosen frei, warnt ihn jedoch, die Stadt zu meiden, in der Ballard lebt. Als John jedoch in die Stadt geht, erkennt er denselben Gesetzlosen. Er beginnt einen Kampf, aber andere Gesetzlose tauchen auf, so dass John die Flucht ergreifen muss. Er entkommt über Dächer und reitet, um seine Bürgerwehren erneut zu holen.
Jim bringt Mary dazu, Ballards Versteck zu besuchen, wo sie in einem Raum eingesperrt wird. Ballard schickt John einen Erpresserbrief mit der Anweisung, allein zu einer Schlucht zu kommen, wenn er Mary retten wolle. Als John den Brief erhält, reitet er allein zur Schlucht und lässt die Bürgerwehr zurück. Ballards Bande stiehlt zur gleichen Zeit Gold aus der Stadtbank und macht sich auf den Weg zur Schlucht. Jim sieht, wie sie davonreiten und ihn im Stich lassen, und geht zum Versteck, wo er Mary befreit, die ihm erzählt, dass sie gehört hat, wie Ballard sagte, John sei Jims Bruder.
Da Jim weiß, dass in der Schlucht eine Falle auf John wartet, reitet er dorthin, während Mary losreitet, um die Bürgerwehr zu holen. Jim kommt in der Schlucht an, und als John erscheint, schreit Jim, um ihn vor der Falle zu warnen. Jim schließt sich John an und teilt ihm mit, dass sie Brüder sind. Sie versuchen, zu Pferd zu fliehen. Ihr Weg kreuzt sich mit Ballard in einem Wagen mit dem gestohlenen Gold, gerade als die Bürgerwehr ebenfalls eintrifft und die Gesetzlosen angreift. John springt auf den Wagen und kämpft gegen Ballard. Er springt aus dem Wagen, kurz bevor dieser einen Abhang hinunter rast und Ballard tötet. John eilt zurück zu Jim, der angeschossen wurde, und in Johns Armen stirbt.
John sagt Mary, dass er die Bürgerwehr auflöst und weiterzieht, um Rancher in Kalifornien zu werden.

## Hintergrund
Aus dem Presseheft geht hervor, dass ein auf dem Film basierender Roman von der Engel-Van Wiseman Co. in New York veröffentlicht und in Woolworth-Läden für 10 Cents (2024: 2,30 Dollar) verkauft wurde.

## Musik
Folgende Songs wurden im Film gespielt:
- Westward Ho und The Vigilantes von Vernon Spencer und Glenn Strange
- The Girl I Loved Long Ago von Robert N. Bradbury

## Veröffentlichung
Die Premiere des Films fand am 19. August 1935 statt. In der Bundesrepublik Deutschland wurde er im Rahmen der Fernsehserie Western von gestern in zwei Folgen als Episode 8 und 9 ausgestrahlt. Episode 8 wurde am 30. Juni 1978 gezeigt, Episode 9 eine Woche später am 7. Juli.

## Kritiken
Der Filmkritiken-Aggregator Rotten Tomatoes hat in einer Auswertung von über 1.000 User-Kritiken ein Publikumsergebnis von 33 Prozent positiver Bewertungen ermittelt.
Dennis Schwartz beschrieb den Film als routinierten, aber unterhaltsamen Action-Western.